# Distretto di Tumbaden
Il distretto di Tumbaden è uno dei quattro distretti  della provincia di San Pablo, in Perù. Si trova nella regione di Cajamarca e si estende su una superficie di 264,37 chilometri quadrati.

Istituito l'11 dicembre 1981, ha per capitale la città di Tumbaden; al censimento 2005 contava 3.904 abitanti.